# Kuka (1991.)
Kuka (eng. Hook) je pustolovni film iz 1991. godine, snimljen u režiji Stevena Spielberga. Film je suvremeni filmski nastavak bajke o Petru Panu, dječaku koji nije želio odrasti, i njegovom najvećem neprijatelju, okrutnom piratu Kapetanu Jamesu Kuki.

## Radnja
Peter Banning (Robin Williams) četrdesetogodišnji je odvjetnik, posve zaboravio na svoj pravi identitet. Pritisnut obavezama, Banning je zapostavio obitelj i potisnuo duboko u zaborav činjenicu da je on zapravo - Petar Pan.
Kad Banningovi posjete Peterovu baku Wendy u Londonu, odvjetnikovu djecu otima zli kapetan Kuka (Dustin Hoffman) iz Nigdjezemske, a baka podsjeća Banninga na njegovu dječju dušu. Ohrabren staričinim riječima, Petar Pan kreće u misiju spašavanja djece, a u pomoć mu stiže simpatična vila Zvončica (Julia Roberts)... 

## O filmu
Spielbergova ekranizacija nezaboravnih zgoda letećeg dječaka postala je nerazdvojnim dijelom pisano-igranog opusa o Petru Panu.
I sam poznat kao najveće dijete među redateljima, Steven Spielberg pokazao se pravim odabirom za adaptaciju slavnog romana Jamesa M. Barrieja, nastalog početkom prošlog stoljeća. Prvobitno namijenjen kazališnoj izvedbi, "Petar Pan" objavljen je nekoliko godina kasnije u formi romana, a zanimanje za priču o dječaku koji ne želi odrasti nije ugaslo niti danas.
Film je 1992. godine nominiran za pet Oscara. Iste godine glumac Dustin Hoffman nominiran je i za "Zlatni globus".

## Uloge
- Robin Williams - Peter Banning/Peter Pan
- Dustin Hoffman - Kapetan Kuka
- Julia Roberts - Zvončica
- Charlie Korsmo - Jack Banning
- Amber Scott - Maggie Banning
- Bob Hoskins - Smee
- Caroline Goodall - Moira Banning
- Maggie Smith - Wendy Darling
- Gwyneth Paltrow - mlada Wendy Darling
- Dante Basco - Rufio
- Arthur Malet - Tootles